# زیردریایی آراو-۱۱۰
زیردریایی آراو-۱۱۰ (به انگلیسی: Japanese submarine Ro-110) یک زیردریایی بود که طول آن ۶۰٫۹ متر (۱۹۹ فوت ۱۰ اینچ) بود. این زیردریایی در سال ۱۹۴۳ ساخته شد.